# Stefan Ahnhem
Stefan Ahnhem (Stockholm, 24 november 1966) is een Zweedse auteur en scenarioschrijver. Sinds de jaren 90 schrijft hij mee aan scenario's voor films en tv-series, onder andere de politieseries Wallander en Irene Huss. In 2014 debuteerde hij ook als thrillerschrijver. Zijn roman Zonder gezicht werd al snel een bestseller.

## Bijdragen als scenarist
- Rena rama Rolf, 1995
- Den som fruktar vargen, 2004
- Som man bäddar, 2005
- Innan frosten, 2005
- Mastermind, 2005
- Luftslottet, 2006

### Bestseller 60
| Boeken met noteringen in de Nederlandse Bestseller 60 | Jaar van verschijnen | Datum van binnenkomst | Hoogste positie | Aantal weken | Opmerkingen |
| ----------------------------------------------------- | -------------------- | --------------------- | --------------- | ------------ | ----------- |
| Huizenruil                                            | 2024                 | 17-07-2024            | 57              | 1            |             |